# Liberum veto

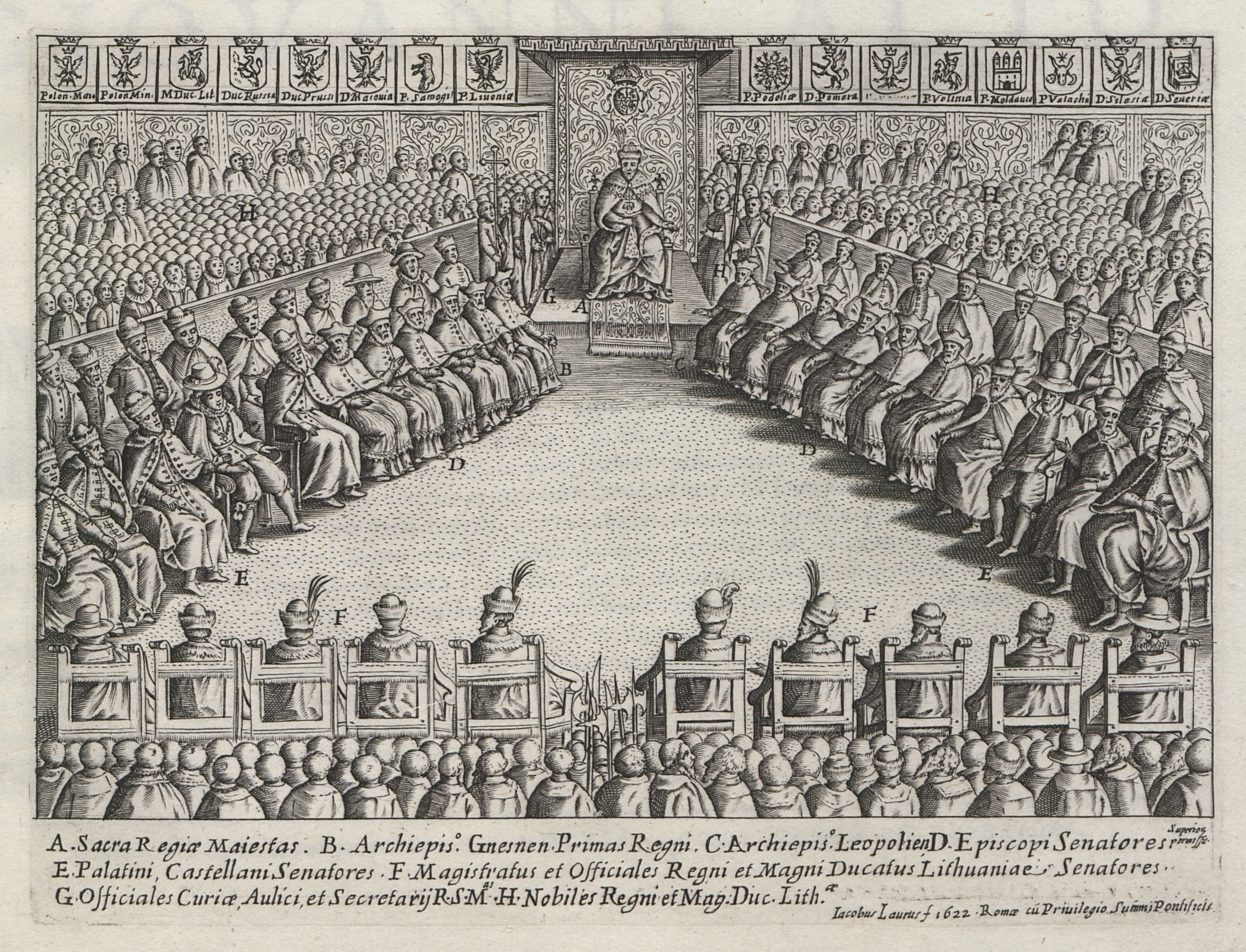
Сесія сейму в Королівському замку у Варшаві, 1622 р.

Liberum veto — принцип одноголосного прийняття рішень, який у головних рисах утвердився у сеймовій практиці Республіки Обидвох Націй (Речі Посполитої) наприкінці XVI ст.

## Сутність
Полягав у збереженні за меншістю права не допустити затвердження обговорюваного закону. liberum veto — право кожного посла своїм вето зупинити діяльність сейму з анулюванням усіх раніше затверджених цим же сеймом положень (скасоване 1791 р.). За підрахунками В. Чаплінського через протести меншості у 1550–1600 рр. скінчилися безрезультатно 9 із 40 сеймів, у 1600–1650 рр. — 6 із 46; у другій половині XVII ст. число зірваних сеймів зросло до 35 %.
Слід враховувати, що «liberum veto» не було насправді настільки руйнівним, як це часто змальовується в публіцистиці. Це був робочий інструмент за системи прийняття одноголосних рішень. Оскільки багато людей ніяк не можуть мати однакову думку, то подібна одностайність досягалася за рахунок прийняття взаємоузгоджених компромісних рішень, консенсусу. Основна сеймова діяльність таким чином переміщалася в кулуари і полягала в узгодженні позицій та вироблені прийнятного для всіх рішення. Хоч формально «liberum veto» накладалося одним послом (депутатом) сейму, але насправді за кожним таким одинаком стояла значна, опозиційна до більшості група.
Тадеуш Рейтан вважається одним з останніх, хто позитивно застосовував «Liberum veto».